# Incurviseta maculifrons
Incurviseta maculifrons är en tvåvingeart som först beskrevs av Macquart 1851.  Incurviseta maculifrons ingår i släktet Incurviseta och familjen lövflugor. Inga underarter finns listade i Catalogue of Life.